# Episodi di Bonanza (nona stagione)
La nona stagione della serie televisiva Bonanza è andata in onda negli Stati Uniti dal 17 settembre 1967 al 28 luglio 1968 sulla NBC.
| nº | Titolo originale           | Prima TV USA      | Titolo italiano | Prima TV Italia |
| -- | -------------------------- | ----------------- | --------------- | --------------- |
| 1  | Second Chance              | 17 settembre 1967 |                 |                 |
| 2  | Sense of Duty              | 24 settembre 1967 |                 |                 |
| 3  | The Conquistadors          | 1º ottobre 1967   |                 |                 |
| 4  | Judgment at Olympus        | 8 ottobre 1967    |                 |                 |
| 5  | Night of Reckoning         | 15 ottobre 1967   |                 |                 |
| 6  | False Witness              | 22 ottobre 1967   |                 |                 |
| 7  | The Gentle Ones            | 29 ottobre 1967   |                 |                 |
| 8  | Desperate Passage          | 5 novembre 1967   |                 |                 |
| 9  | The Sure Thing             | 12 novembre 1967  |                 |                 |
| 10 | Showdown at Tahoe          | 19 novembre 1967  |                 |                 |
| 11 | Six Black Horses           | 26 novembre 1967  |                 |                 |
| 12 | Check Rein                 | 3 dicembre 1967   |                 |                 |
| 13 | Justice Deferred           | 17 dicembre 1967  |                 |                 |
| 14 | The Gold Detector          | 24 dicembre 1967  |                 |                 |
| 15 | The Trackers               | 7 gennaio 1968    |                 |                 |
| 16 | A Girl Named George        | 14 gennaio 1968   |                 |                 |
| 17 | The Thirteenth Man         | 21 gennaio 1968   |                 |                 |
| 18 | The Burning Sky            | 28 gennaio 1968   |                 |                 |
| 19 | The Price of Salt          | 4 febbraio 1968   |                 |                 |
| 20 | Blood Tie                  | 18 febbraio 1968  |                 |                 |
| 21 | The Crime of Johnny Mule   | 25 febbraio 1968  |                 |                 |
| 22 | The Late Ben Cartwright    | 3 marzo 1968      |                 |                 |
| 23 | Star Crossed               | 10 marzo 1968     |                 |                 |
| 24 | Trouble Town               | 17 marzo 1968     |                 |                 |
| 25 | Commitment at Angelus      | 7 aprile 1968     |                 |                 |
| 26 | A Dream to Dream           | 14 aprile 1968    |                 |                 |
| 27 | In Defense of Honor        | 28 aprile 1968    |                 |                 |
| 28 | To Die in Darkness         | 5 maggio 1968     |                 |                 |
| 29 | The Bottle Fighter         | 12 maggio 1968    |                 |                 |
| 30 | The Arrival of Eddie       | 19 maggio 1968    |                 |                 |
| 31 | The Stronghold             | 26 maggio 1968    |                 |                 |
| 32 | Pride of a Man             | 2 giugno 1968     |                 |                 |
| 33 | A Severe Case of Matrimony | 7 luglio 1968     |                 |                 |
| 34 | Stage Door Johnnies        | 28 luglio 1968    |                 |                 |

## Second Chance
- Prima televisiva: 17 settembre 1967
- Diretto da: Leon Benson
- Scritto da: Paul Schneider, John Hawkins

### Trama
- Guest star: James Beck (tenente March), Joe De Santis (dottor Isaac Dawson), Jane Zachary (Anna Mulvaney), Martin Eric (addetto al telegrafo), Ken Drake (Breck), James Gregory (Mulvaney), Bettye Ackerman (Estelle Dawson), Douglas Kennedy (Jonathan Frazier)

## Sense of Duty
- Prima televisiva: 24 settembre 1967
- Diretto da: William Witney
- Scritto da: Gil Lasky, John Hawkins

### Trama
- Guest star: Gene Rutherford (sergente Ankers), Michael Forest (Wabuska), Gregg Palmer (Wells), Bill Quinn (cittadino), Ben Gage (vice), Richard Hale (capo Winnettka), Ron Foster (Steve), John Matthews (colonnello Brill), Kipp Whitman (Tim Kelly), Dan White (cittadino)

## The Conquistadors
- Prima televisiva: 1º ottobre 1967
- Diretto da: John Rich
- Scritto da: Walter Black

### Trama
- Guest star: Carlos Rivas (Miguel), Eddie Ryder (Perkins), Rodolfo Hoyos, Jr. (Eniliano), King Moody (Charlie), Clyde Howdy (Hoke), John Kellogg (Anderson), Jim Boles (Aldrich), Mike De Anda (Quail), John Saxon (Blas)

## Judgment at Olympus
- Prima televisiva: 8 ottobre 1967
- Diretto da: John Rich
- Scritto da: Walter Black

### Trama
- Guest star: Brooke Bundy (Mary Elizabeth Fuller), Robert Brubaker (sceriffo Henning), Dabbs Greer (pubblico ministero Dawes), Barry Sullivan (Dayton Fuller), Olan Soule (addetto al telegrafo), James Griffith (vice sceriffo Gibbs), Rusty Lane (giudice), Arch Johnson (A. Z. Wheelock), Vaughn Taylor (Eggers)

## Night of Reckoning
- Prima televisiva: 15 ottobre 1967
- Diretto da: Leon Benson
- Scritto da: Walter Black

### Trama
- Guest star: William Jordan (Rusher), James Wainwright (Webster), Bill Clark (Post), Grandon Rhodes (dottore Martin), Ron Hayes (Donnie Buckler), Joan Freeman (Kelly Lincrom), Eve McVeagh (Harriet Guthrie), Richard Jaeckel (Dibbs), Teno Pollick (Carew), Bob Miles (vice sceriffo)

## False Witness
- Prima televisiva: 22 ottobre 1967
- Diretto da: Michael D. Moore
- Scritto da: Eric Norden

### Trama
- Guest star: Len Hendry (Jensen), Davey Davison (Valerie Townsend), Hal Burton (vice), William Henry (Farrell), Frederic Downs (Matt Haskell), Michael Blodgett (Billy Slater), Robert McQueeney (sceriffo Dunkel), Frank Gerstle (Strand), Russ Conway (giudice Wheeler), Jerry Douglas (Jeremiah), Bill Fletcher (Doug Slater), Bill Clark (vicesceriffo in camicia rossa)

## The Gentle Ones
- Prima televisiva: 29 ottobre 1967
- Diretto da: Harry Harris
- Scritto da: Frank Chase

### Trama
- Guest star: Stuart Anderson (Trask), Douglas Henderson (maggiore Dawson), Hal Burton (lavoratore nel ranch), Robert Walker Jr. (Mark Cole), Lana Wood (Dana Dawson), Pat Conway (Frank Cole), Clint Sharp (conducente della diligenza)

## Desperate Passage
- Prima televisiva: 5 novembre 1967
- Diretto da: Leon Benson
- Scritto da: John Hawkins

### Trama
- Guest star: Troy Melton (Paiute Indian), James Forrest (Paul Burns), Hal Burton (Paiute Indian), Bill Clark (indiano Paiute), Steve Forrest (Josh Tanner), Tina Louise (Mary Burns), Bob Miles (indiano Paiute)

## The Sure Thing
- Prima televisiva: 12 novembre 1967
- Diretto da: William Witney
- Scritto da: Sidney Ellis, Robert Vincent Wright

### Trama
- Guest star: Matt Emery (ufficiale), Duane Grey (cittadino), Tom Tully (Burt Loughlin), King Moody (Carter), William Bryant (Harper), Kim Darby (Trudy Loughlin)

## Showdown at Tahoe
- Prima televisiva: 19 novembre 1967
- Diretto da: Gerald Mayer
- Scritto da: Thomas Thompson

### Trama
- Guest star: Sheila Larken (Julie Larson), Kevin Hagen (Brother Guy Gilray), Christopher Dark (Testy), Bill Clark (vice Tucker), Karl Swenson (capitano Nells Larson), Troy Melton (Houston), Richard Anderson (Jameson Fillmore), Hal Burton (conducente della diligenza)

## Six Black Horses
- Prima televisiva: 26 novembre 1967
- Diretto da: Donald R. Daves
- Scritto da: Michael Landon, William Jerome

### Trama
- Guest star: Liam Dunn (padre O'Brien), David Lewis (Giblin), Clint Sharp (conducente della diligenza), Grandon Rhodes (Doc Martin), Richard X. Slattery (McCoy), Judy Parker (Julie), Hal Baylor (Tierney), Burgess Meredith (Ownie Duggan), Don Haggerty (O'Neill), Cosmo Sardo (barista)

## Check Rein
- Prima televisiva: 3 dicembre 1967
- Diretto da: Leon Benson
- Scritto da: Olney Sherman, Robert I. Holt

### Trama
- Guest star: Patricia Hyland (Kathy Fredericks), James MacArthur (Jayce Fredericks), Troy Melton (taglialegna), Ford Rainey (Gabriel Bingham), William Fawcett (Asa), Robert Karnes (sceriffo Buhler), Tom Fadden (cowboy), Charles Maxwell (Rio), Hal Burton (cowboy al Rimville Corral)

## Justice Deferred
- Prima televisiva: 17 dicembre 1967
- Diretto da: Gerald Mayer
- Scritto da: Jack Miller

### Trama
- Guest star: Shannon Farnon (Eleanor Eades), Claudia Bryar (Mrs. Scott), Martha Manor (bionda nell'aula di giustizia), Bill Clark (cowboy nel saloon), John Hubbard (Arnold Eades), Tol Avery (giudice), Byron Morrow (Belden), Nita Talbot (Gladys), Harlan Warde (Monroe), Tom Fadden (cowboy), Carl Reindel (Andy Buchanan), Simon Oakland (Mel Burns/Frank Scott), Cosmo Sardo (barista)

## The Gold Detector
- Prima televisiva: 24 dicembre 1967
- Diretto da: Donald R. Daves
- Scritto da: Ward Hawkins

### Trama
- Guest star: Dub Taylor (Simon), Paul Fix (Barney), Mike De Anda (Corrales), Chubby Johnson (Cash), Kelly Thordsen (Vern Higgins), Wally Cox (professore McNulty), Caroline Richter (Casey)

## The Trackers
- Prima televisiva: 7 gennaio 1968
- Diretto da: Marc Daniels
- Scritto da: Reuben Bercovitch, Frederick Louis Fox

### Trama
- Guest star: Warren Stevens (Sam Bragan), Bruce Dern (Cully Mako), Bill Clark (vice), Arthur Peterson (James Snell), Warren Vanders (Buzz), Robert P. Lieb (Evans), Christopher Shea (Sean), Ted Gehring (Grifty), James Sikking (Kevin Mako), Martha Manor (cittadina)

## A Girl Named George
- Prima televisiva: 14 gennaio 1968
- Diretto da: Leon Benson
- Scritto da: William H. Wright

### Trama
- Guest star: Steve Raines (vice sceriffo), Jack Albertson (Enos Blessing), Sheilah Wells (George), Harry Harvey (medico legale), Andy Devine (Roscoe), Gerald Mohr (Cato Troxell), Patsy Kelly (Mrs. Neely), Fred Clark (giudice Neeley), Martha Manor (bionda nell'aula di giustizia)

## The Thirteenth Man
- Prima televisiva: 21 gennaio 1968
- Diretto da: Leon Benson
- Scritto da: Walter Black

### Trama
- Guest star: Michael Kriss (Welles), John Lodge (Terry), Bill Clark (Tom), Richard Carlson (Arch Hollinbeck), John Zaremba (Charles), Myron Healey (Johannsen), Bill Quinn (Allison), Anna Navarro (Prudence Welles), Jon Lormer (Lamar), Albert Salmi (Marcus Alley), Kenneth Tobey (Heath), Cosmo Sardo (barista)

## The Burning Sky
- Prima televisiva: 28 gennaio 1968
- Diretto da: John Rich
- Scritto da: Carol Saraceno, William H. Wright

### Trama
- Guest star: Iron Eyes Cody (Long Bear), Michael Murphy (Will Holt), Bill Clark (Jones), Gregg Palmer (Muley), Victor French (Aaron Gore), Bobby Riha (Bridger Green), Robert Foulk (vice Pete), Dawn Wells (Moon Holt)

## The Price of Salt
- Prima televisiva: 4 febbraio 1968
- Diretto da: Leon Benson
- Scritto da: B. W. Sandefur

### Trama
- Guest star: John Doucette (Cash Talbott), Ken Drake (Jackson), John Day Douglas (Conrad), David Pritchard (Ned), Myron Healey (Williams), Robert Patten (Pardee), James Best (Vern Schaler), Kim Hunter (Ada Halle)

## Blood Tie
- Prima televisiva: 18 febbraio 1968
- Diretto da: Seymour Robbie
- Scritto da: Howard Dimsdale

### Trama
- Guest star: Conlan Carter (Clay), Peter Leeds (barista), Leo Gordon (Fargo Taylor), Robert Drivas (Tracy Blaine), Martha Manor (bionda nel saloon)

## The Crime of Johnny Mule
- Prima televisiva: 25 febbraio 1968
- Diretto da: Leon Benson
- Scritto da: Joel Murcott

### Trama
- Guest star: Hal Burton (vice sceriffo), Lee Patterson (Virgil Lowden), John Lodge (vice sceriffo Tom), Noah Beery Jr. (Johnny Mule), John Archer (pubblico ministero), Jack Ging (Cleve Lowden), Coleen Gray (Marcy), Bruno VeSota (barista)

## The Late Ben Cartwright
- Prima televisiva: 3 marzo 1968
- Diretto da: Leon Benson
- Scritto da: Walter Black

### Trama
- Guest star: Tyler McVey (Porter), Bert Freed (Broom), William Campbell (Wilburn White), George Gaynes (Purdy), Simon Scott (giudice John Faraday), Sidney Blackmer (Samuel Endicott)

## Star Crossed
- Prima televisiva: 10 marzo 1968
- Diretto da: William F. Claxton
- Scritto da: Thomas Thompson

### Trama
- Guest star: Jean Willes (Mrs. O'Brien), Tisha Sterling (Laura Jean Pollard), Bruno VeSota (barista), Martha Manor (ragazza nel saloon), William Windom (Marshal Passmore)

## Trouble Town
- Prima televisiva: 17 marzo 1968
- Diretto da: Leon Benson
- Scritto da: David Lang

### Trama
- Guest star: Elizabeth MacRae (Lila Holden), Steve Brodie (vice Horn), Joe Turkel (Lupe), A. G. Vitanza (barista), Tol Avery (Almont), Doodles Weaver (stalliere), William Bakewell (Slatter), James Daris (Shorty), Robert J. Wilke (sceriffo Claude T. Booker)

## Commitment at Angelus
- Prima televisiva: 7 aprile 1968
- Diretto da: Leon Benson
- Scritto da: Peter Germano

### Trama
- Guest star: Hal Lynch (Steve Regan), Peter Whitney (Emmett Hudson), Marj Dusay (Stephanie Regan), Alan Reynolds (Polk), Ivan Triesault (Thad), Ken Lynch (vice sceriffo Garrett), Greg Mullavy (Cabe), Martha Manor (cittadina)

## A Dream to Dream
- Prima televisiva: 14 aprile 1968
- Diretto da: William F. Claxton
- Scritto da: Michael Landon

### Trama
- Guest star: Steve Ihnat (Josh Carter), Johnny Whitaker (Timmy Carter), Michele Tobin (Sally Carter), William Tannen (barista), Julie Harris (Sarah Carter)

## In Defense of Honor
- Prima televisiva: 28 aprile 1968
- Diretto da: Marc Daniels
- Scritto da: Richard Wendley, William Douglas Lansford

### Trama
- Guest star: John Lodge (vice), Arnold Moss (capo Lone Spear), Lou Antonio (Davey), Cherie Latimer (Bright Moon), Troy Melton (Skinner), Arthur Peterson (giudice), Lane Bradford (Judd), Ned Romero (White Wolf), Cosmo Sardo (barista)

## To Die in Darkness
- Prima televisiva: 5 maggio 1968
- Diretto da: Michael Landon
- Scritto da: Michael Landon

### Trama
- Guest star: Noah Keen (Warden), James Whitmore (John Postley)

## The Bottle Fighter
- Prima televisiva: 12 maggio 1968
- Diretto da: Leon Benson
- Scritto da: S. H. Barnett, Colin MacKenzie, John Hawkins

### Trama
- Guest star: Harlan Warde (Ogleby), Jon Lormer (Winter), Alan Baxter (Becker), Douglas Kennedy (sceriffo), Charles Irving (giudice), Robert Sorrells (Ferguson), Albert Dekker (Barney Sturgess)

## The Arrival of Eddie
- Prima televisiva: 19 maggio 1968
- Diretto da: Marc Daniels
- Scritto da: Ward Hawkins, John M. Chester

### Trama
- Guest star: Francis DeSales (sindaco), Lincoln Demyan (Amos), Jan-Michael Vincent (Eddie McKay), Jim Davis (Sam Butler), Hal Burton (cowboy)

## The Stronghold
- Prima televisiva: 26 maggio 1968
- Diretto da: Leon Benson
- Scritto da: John Hawkins, William Riley Burnett

### Trama
- Guest star: Michael Witney (Josh Farrell), Martin Blaine (Moore), Ref Sanchez (Pedro), James Davidson (Dude O'Brien), William Bryant (Abner Jackson), Hal Baylor (Kelly), Paul Mantee (Mike Farrell), Robert Brubaker (sceriffo), Lynda Day George (Lisa Jackson)

## Pride of a Man
- Prima televisiva: 2 giugno 1968
- Diretto da: William F. Claxton
- Scritto da: Ward Hawkins, Helen B. Hicks

### Trama
- Guest star: Anne Helm (Abby Pettigraw), Kevin Coughlin (Willy McNabb), Heidi Musselman (Kathy), Barbara Hunter (Mary), Bill Corcoran (Tommy), Steve Cory (Billy McNabb), Morgan Woodward (Will McNabb)

## A Severe Case of Matrimony
- Prima televisiva: 7 luglio 1968
- Diretto da: Lewis Allen
- Scritto da: Michael Fessier

### Trama
- Guest star: Lili Valenty (Dolores), J. Carrol Naish (Anselmo), Andre Philippe (Paco), Susan Strasberg (Rosalita)

## Stage Door Johnnies
- Prima televisiva: 28 luglio 1968
- Diretto da: William F. Claxton
- Scritto da: Alex Sharp

### Trama
- Guest star: King Moody (uomo), Shug Fisher (conducente), Kathleen Crowley (Madamoiselle Denise), Ted Ryan (cameriere), Mike Mazurki (Big Man), Walter Brooke (Fillmore), Bruno VeSota (barista)